# Relaciones Egipto-Grecia
Las relaciones egipcio-griegas se refieren a las relaciones bilaterales entre Egipto y Grecia. Debido a los fuertes lazos culturales e históricos entre las dos naciones, Egipto y Grecia disfrutan hoy de relaciones amistosas. Las relaciones diplomáticas modernas entre los dos países se establecieron después de que Grecia obtuvo su independencia en 1830, y hoy se consideran cordiales. Ambos países son miembros y socios de varios organismos internacionales como ONU, FMI, OSCE y la Unión por el Mediterráneo, entre otros.

## Historia

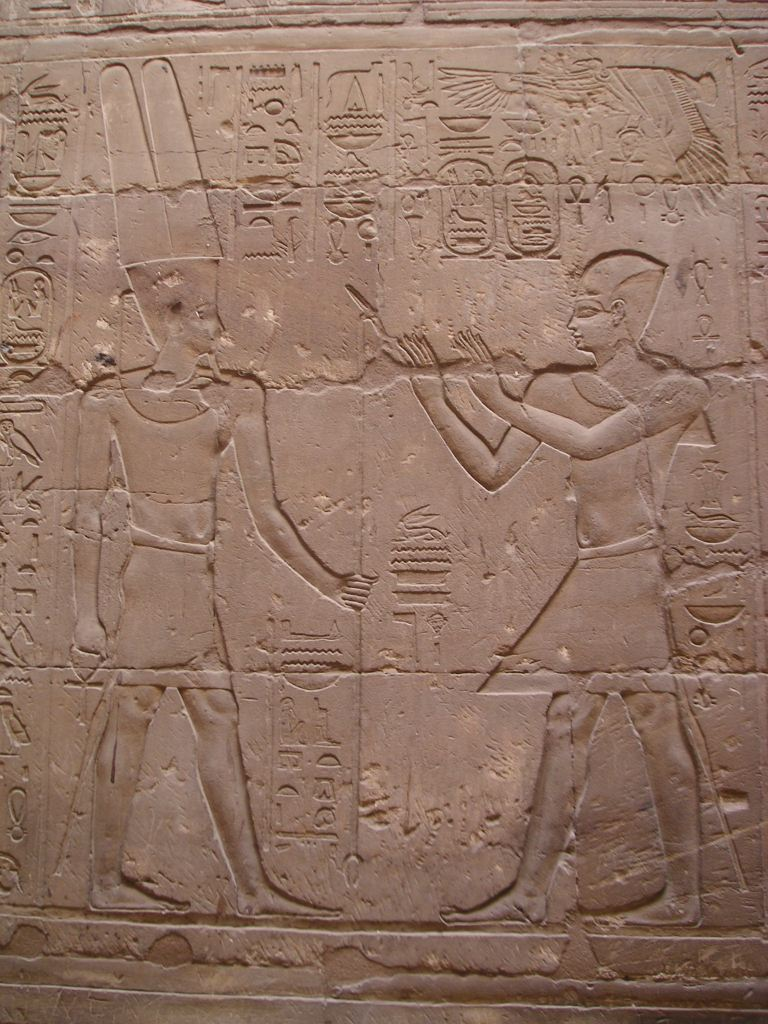
Alejandro Magno como Faraón rezando al dios egipcio Amón

Debido a los fuertes lazos culturales e históricos entre las dos naciones, desde la antigüedad hasta la época moderna, especialmente desde la creación de la ciudad de Alejandría por el rey heleno Alejandro el Grande, en la costa del Mar Mediterráneo Oriental y el rico patrimonio fortaleció aún más los lazos. entre las dos naciones, además de la dinastía ptolemaica que gobernó Egipto durante 275 años, Egipto y Grecia disfrutan hoy de cálidas relaciones diplomáticas y se consideran naciones amigas. Egipto también tenía una comunidad griega considerable, principalmente centrada en Alejandría, que es hoy la segunda ciudad más grande de Egipto y también la sede del Patriarcado ortodoxo griego de Alejandría.
En 1825, durante la Guerra de Independencia griega, Ibrahim Pasha de Egipto acudió en ayuda de los otomanos y fue la batalla de Navarino y la expedición de Morea lo que lo obligó a retirarse.
Después de 1830, los dos países disfrutaron de buenas y cálidas relaciones diplomáticas. Se desarrollan en todos los frentes, con varios acuerdos de cooperación comercial, turística, económica y de defensa suscritos por los gobiernos y jefes de Estado en sus reuniones periódicas. Durante la década de 1950, Gamal Abdel Nasser expulsó a la mayor parte de la comunidad griega de Egipto.
Las relaciones luego mejoraron. Grecia es, en la actualidad, el sexto inversor extranjero más importante de Egipto.
En 2019, los arqueólogos informaron que en dos grandes tumbas en Pilos, encontraron elementos, incluido un colgante dorado que representa la cabeza de la diosa egipcia Hathor, que muestran que Pilos tenía conexiones comerciales, previamente desconocidas, con Egipto y el Cercano Oriente alrededor de 1500 a. C.

## Cooperación
Los dos estados cooperan en los campos del comercio, marítimo, energético, cultural y turístico, siendo Grecia el cuarto mayor inversor europeo en Egipto, con más de 208 empresas griegas activas en el mercado egipcio, mientras que Egipto es el sexto socio comercial de Grecia.
El 6 de agosto de 2020, Egipto y Grecia firmaron un acuerdo sobre la zona económica exclusiva (ZEE) de los dos países. La razón principal de la decisión de los países de firmar el acuerdo fue cancelar el acuerdo marítimo entre Libia y Turquía, internacionalmente muy criticado, pero también aliviar las tensiones en el Mediterráneo oriental. Turquía respondió rápidamente al acuerdo bilateral, calificándolo de "inexistente" porque va en contra del acuerdo firmado entre Turquía y Libia. El acuerdo fortaleció la relación entre Egipto y Grecia, algo que mencionaron ambos primeros ministros. El 27 de agosto, el Consejo de los Helenos ratificó el acuerdo marítimo con Egipto. Posteriormente, la División de Asuntos Oceánicos y del Derecho del Mar de la ONU publicó el acuerdo.

## Cumbres tripartitas

### Cumbre tripartita de 2014 en El Cairo entre Egipto, Chipre y Grecia
El presidente egipcio Abdel Fattah el-Sisi, el presidente chipriota Nicos Anastasiades y el primer ministro griego Antonis Samaras celebraron una cumbre tripartita en El Cairo el 8 de noviembre de 2014, en la que los líderes de los tres países abordaron los problemas actuales en la región de Oriente Medio y del Mediterráneo Oriental, y los tres jefes de gobierno acordaron intensificar la cooperación entre los tres países en economía, seguridad, turismo y energía, así como definir las fronteras marítimas comunes y la ZEE en el Mar Mediterráneo.
En la cumbre de El Cairo, los gobiernos de Grecia y Chipre condenaron los ataques terroristas en territorio egipcio y el Monte Sinaí, expresaron su apoyo político al gobierno egipcio, y acordaron el apoyo mutuo entre los tres países en organizaciones y foros internacionales, con Grecia y Chipre defendiendo las posiciones de Egipto en la Unión Europea.
El-Sisi, Anastasiades y Samaras acordaron fomentar aún más las inversiones extranjeras en la economía y la infraestructura egipcias, que sufrieron los levantamientos de la primavera Árabe, y participar en la Conferencia Económica de El Cairo de 2015.

### Cumbre tripartita de 2015 en Nicosia entre Chipre, Egipto y Grecia
En menos de medio año desde la primera cumbre tripartita, se celebró una nueva cumbre de alto nivel en Nicosia, el 29 de abril de 2015, entre los jefes de gobierno de Chipre, Egipto y Grecia. En la Cumbre de Nicosia, el presidente chipriota Nikos Anastasiades, el presidente egipcio Abdel Fattah el-Sisi y el primer ministro griego Alexis Tsipras confirmaron la voluntad de reforzar aún más la cooperación entre los tres países y acordaron una mayor cooperación en asuntos relacionados con las organizaciones, así como entre los tres países. Entre los temas tratados se encuentra el desarrollo de reservas de hidrocarburos en el Mediterráneo Oriental, a lo largo de la frontera marítima entre ambos países en sus Zonas Económicas Exclusivas.

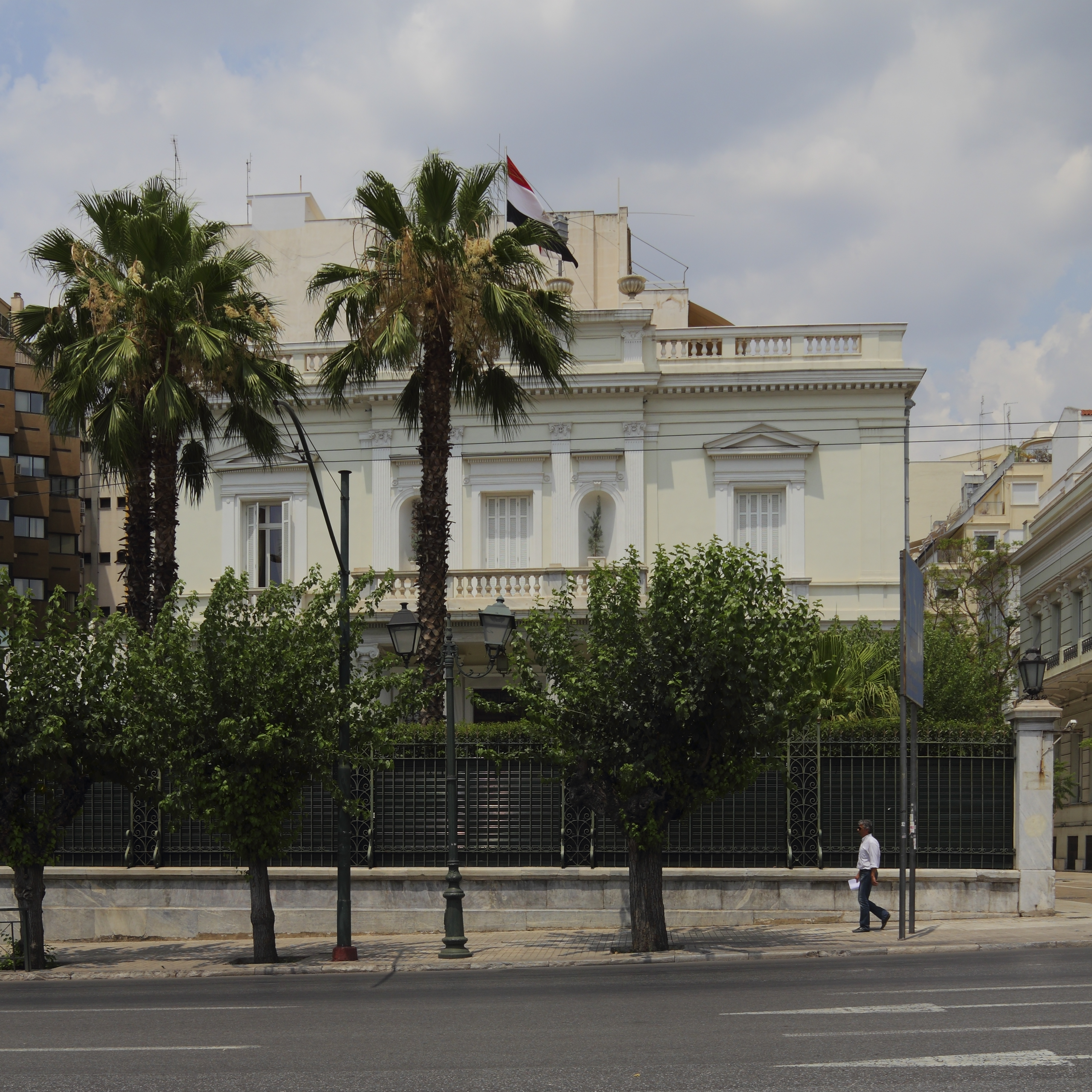
Embajada de Egipto en Atenas

## Misiones diplomáticas residentes
- Egipto tiene una embajada en Atenas y un consulado general en Salónica.
- Grecia tiene una embajada en El Cairo y un consulado general en Alejandría.